# Palasport Olimpico
Il Palasport Olimpico, abbreviato in PalaOlimpico e anche noto come PalaIsozaki o con il nome commerciale di Inalpi Arena, è un impianto coperto polifunzionale presente a Torino.
L'arena sorge nel quartiere torinese di Santa Rita, nel parco di Piazza d'Armi, di fianco allo Stadio Olimpico Grande Torino. Fu costruito tra il 2003 e il 2005 in vista dei Giochi olimpici invernali del 2006, per i quali ospitò il torneo di hockey su ghiaccio. Capace di contenere fino a 15 657 posti a sedere, è tra le strutture coperte a uso sportivo e di spettacoli più capienti d'Italia. Progettata dall'architetto giapponese Arata Isozaki, ebbe un costo di realizzazione di circa 87 milioni di euro.

## Storia
La progettazione dell'edificio è stata oggetto di un concorso internazionale, vinto da un gruppo guidato dall'architetto Arata Isozaki, composto dallo studio Arata Isozaki & Associates di Tokyo, che ne ha diretto la progettazione, ARCHA S.P.A. di Torino, Arup Italia s.r.l. di Milano, dall'ingegnere Giuseppe Amaro e dall'architetto Marco Brizio. Il progetto definitivo porta la firma congiunta dell'architetto Arata Isozaki e dell'architetto Pier Paolo Maggiora e fa parte del più vasto complesso denominato Comparto Centrale Olimpico composto dal Palasport Olimpico, dal Palazzo del Nuoto e dal parco di piazza d'Armi.
L'avveniristico edificio si presenta come un rigoroso parallelepipedo cartesiano rivestito di acciaio inox e vetro, con una base di 183 per 100 metri. Si sviluppa su quattro livelli, due interrati (fino a 7,5 metri sotto terra) e due all'aperto (fino a 12 metri d'altezza). La lunghezza complessiva dell'impianto è di circa 200 metri.

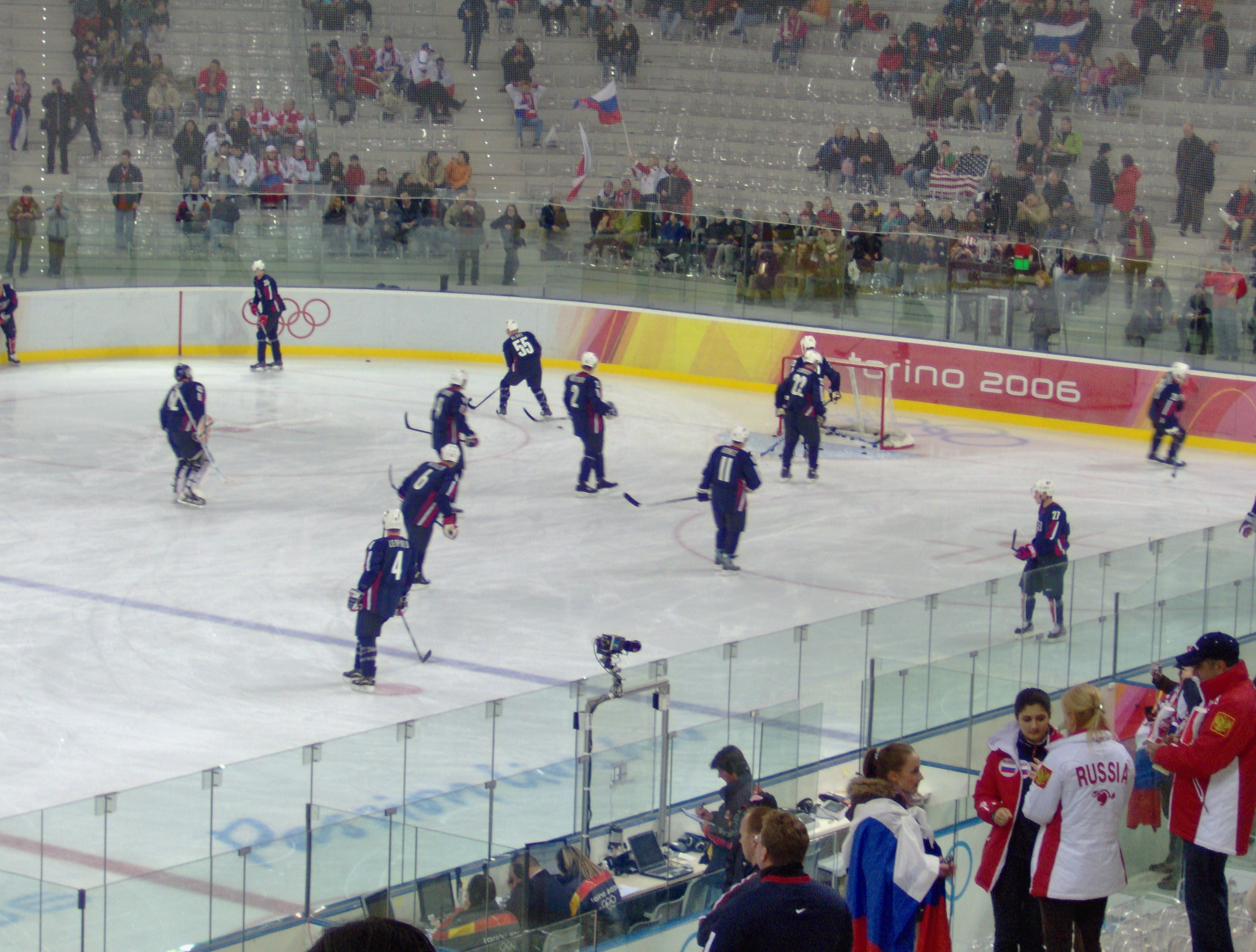
21 febbraio 2006: riscaldamento al PalaOlimpico prima dell'incontro tra Stati Uniti e Russia.

La struttura, progettata per essere una vera e propria "fabbrica degli avvenimenti", utilizzando le parole del suo architetto, è completamente flessibile e modulabile nella sua struttura interna: nella disposizione delle tribune mobili (grazie ad un moderno sistema di gradinate mobili e retrattili e alla possibilità di movimentazione di un impalcato temporaneo), nell'acustica e nell'impiantistica.
Il PalaOlimpico viene inaugurato il 13 dicembre 2005 durante un incontro amichevole di hockey su ghiaccio tra le nazionali di Italia e Canada. Dal 10 al 26 febbraio 2006 è il campo principale delle gare di hockey ghiaccio delle Olimpiadi invernali di Torino 2006, ospitando le principali gare della prima fase a gironi e poi tutte quelle delle fasi finali del torneo maschile e di quello femminile.
Nell'inverno del 2007 ospita la cerimonia d'apertura della XXIII Universiade invernale.

### La nascita di Parcolimpico

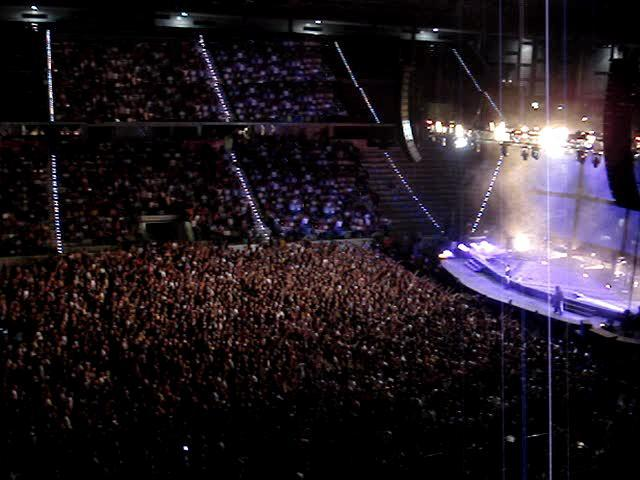
24 aprile 2007: Elisa in concerto.

Al termine delle Olimpiadi invernali, la Regione, il CONI, il Comune e la Provincia costituirono la Fondazione 20 marzo 2006, che a sua volta diede vita ad una società di scopo denominata Parcolimpico, finalizzata alla gestione e alla manutenzione dei siti olimpici, mantenendone separata la proprietà.
Originariamente nata per ospitare l'hockey sul ghiaccio, sport che in Italia non ha mai avuto un forte seguito, la struttura si ritrovò quasi da subito senza una vera ragione di riutilizzo, anche per il fatto che sport potenzialmente ospitabili come pallavolo e pallacanestro si appoggiavano da tempo al più piccolo PalaRuffini. Così, il 23 aprile 2006 ospita il primo evento musicale: Volumi all'Idrogeno. Cinque ore di musica live che hanno visto alternarsi sul palco band della scena musicale torinese come Subsonica, Africa Unite e Marlene Kuntz. A settembre ospita il primo vero concerto che vede protagonisti i Pearl Jam, seguito a ottobre da quello di Bruce Springsteen. Ma durante i primi anni gli eventi sono sporadici, se non per qualche tappa di tour di artisti italiani. Gli incassi derivanti dagli eventi non riescono a coprire le spese di gestione troppo esose che interessano anche gli impianti di Cesana e Pragelato, che condizionano in negativo i bilanci annuali.

### La gestione di Live Nation

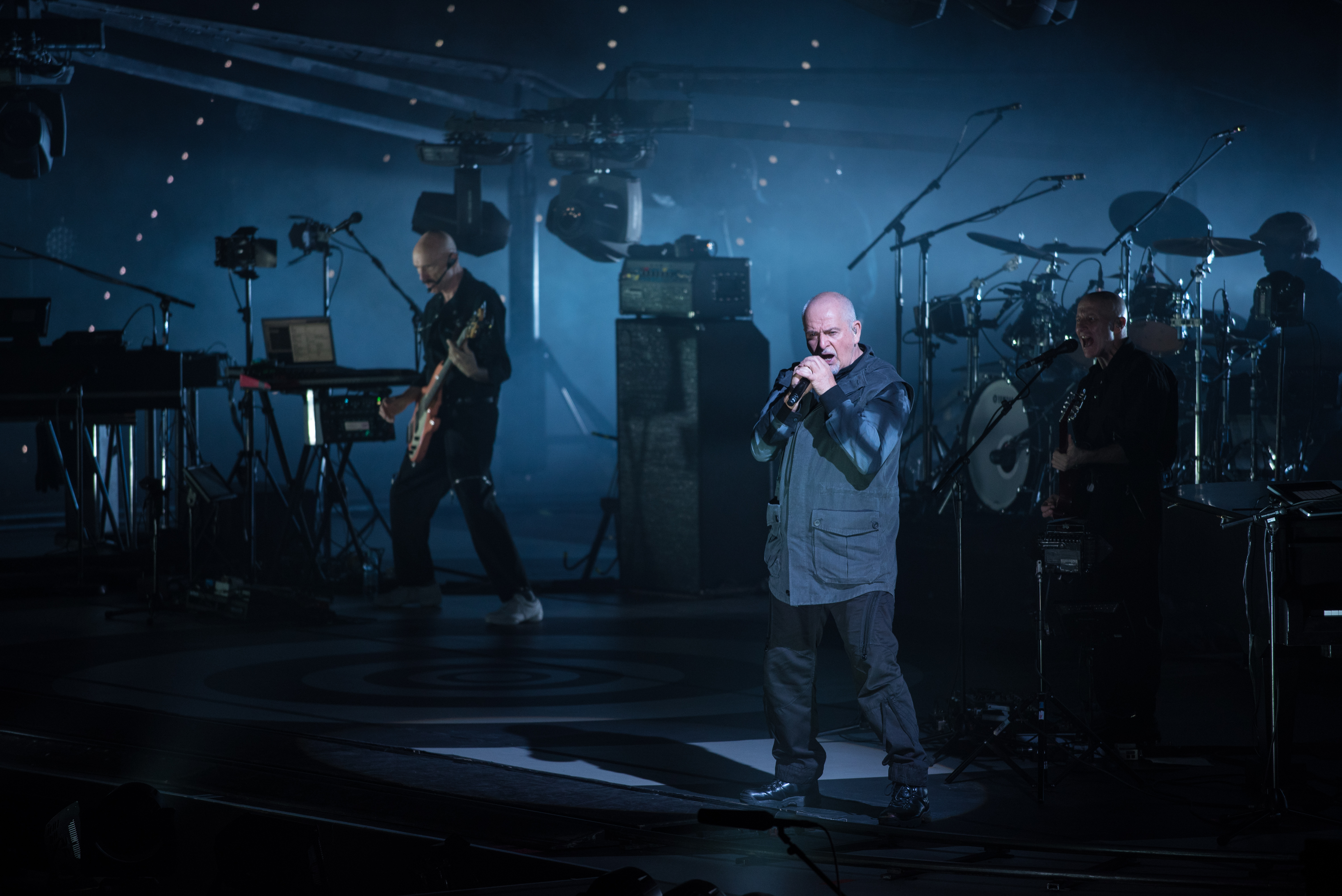
Peter Gabriel, live al PalaOlimpico del 20 novembre 2014.

Si decide nel 2009 di indire una gara d'appalto diretta a privati per rilevare il 70 per cento della società operativa. L'appalto, che comprende in primis la concessione trentennale del Palaolimpico e del Palavela, viene aggiudicato alla Get Live 2, costituita da Set Up (società torinese che organizza eventi e concerti) e dal colosso Live Nation, che se ne accollarono quindi la responsabilità amministrativa.
L'entrata in scena del nuovo soggetto di maggioranza, che successivamente ha portato la sua quota di partecipazione al 90 per cento, ha dato una nuova chiave di utilizzo all’arena destinandola ad ospitare principalmente concerti e spettacoli. Nel giro di pochi anni Live Nation ha portato sotto la Mole artisti di fama internazionale come U2, Depeche Mode, Muse, Metallica, Red Hot Chili Peppers, Bob Dylan, Mark Knopfler, Green Day, Marilyn Manson, Lady Gaga, Shakira, Madonna, Jamiroquai, Rihanna, Peter Gabriel, Ed Sheeran, Bryan Adams, Avril Lavigne, Ariana Grande, Kiss, Thirty Seconds to Mars e gli italiani Elisa, Emma, Laura Pausini, Luciano Ligabue e Giorgia.
L'intento del management è quello di non limitarsi ad organizzare semplici concerti, ma fare in modo di realizzare grandi eventi che siano di forte richiamo a livello nazionale e che facciano così da traino per un aumento considerevole del turismo a beneficio della città di Torino. In tal senso i riscontri sono stati così positivi tanto da far registrare nei giorni dei concerti una forte presenza di turisti che hanno portato un indicativo aumento di prenotazioni nelle strutture alberghiere. Una relazione della Camera di commercio ha stimato in circa 13 milioni i vantaggi per il territorio derivante dal concerto dei Coldplay del 2012 allo stadio Olimpico.
Nel 2015, a distanza di 10 anni dall'inaugurazione, il Palasport Olimpico conquista un importantissimo primato: con l'aumento di capienza del parterre fino a 4 000 persone, è diventato ufficialmente l'arena indoor più grande d'Italia, con una capienza complessiva di 15.657 persone nel caso di palco centrale e di 13.347 persone con il palco laterale. Nel 2020 l'impianto diventa la quinta arena – la prima italiana – ad essere ammessa nel circuito dell'International Venue Alliance.
L'11 gennaio 2024 viene annunciato un accordo quinquennale con Inalpi (azienda lattiero-casearia con sede a Moretta) per diventare naming sponsor dell'impianto, che diventa così Inalpi Arena. L'azienda, già title sponsor da 13 anni del Fencing Gran Prix – Trofeo Inalpi, che porta a Torino i più grandi atleti mondiali della scherma, punta così alla creazione di un sistema di promozione che coinvolga l'intero Piemonte.

## Spettacoli ed altri eventi
Oltre ai concerti il Palaolimpico ha avuto modo di ospitare negli anni anche musical di successo come Notre Dame de Paris, Romeo e Giulietta e il Cirque du Soleil. Spettacoli di varietà con protagonisti di fama nazionale come Giorgio Panariello, Leonardo Pieraccioni e Carlo Conti; Enrico Brignano; Alessandro Cattelan e Checco Zalone. Ma anche spettacoli sinfonici diretti da maestri di fama internazionale come Ennio Morricone e Hans Zimmer.

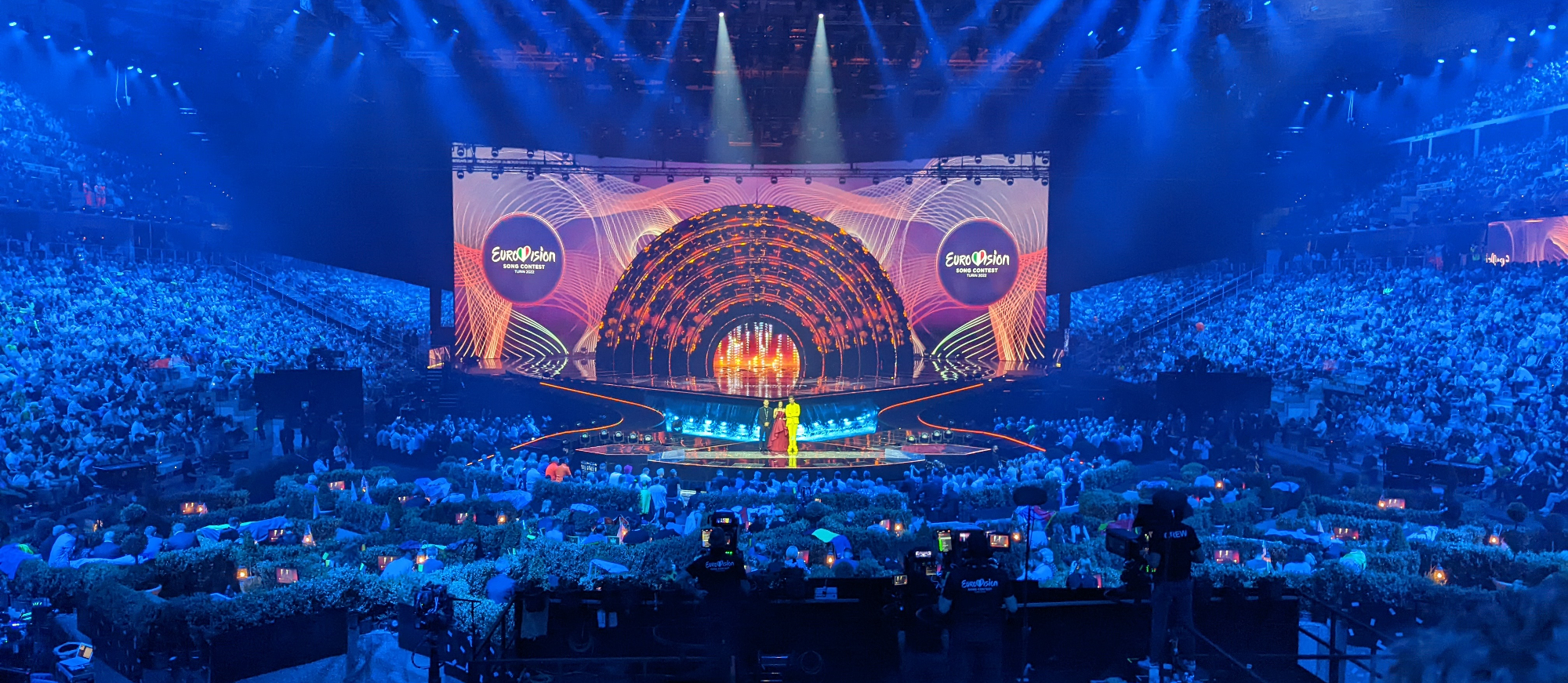
Eurovision Song Contest 2022

### Eurovision Song Contest
L'8 ottobre 2021 l'impianto è stato ufficialmente annunciato come sede della sessantaseiesima edizione dell'Eurovision Song Contest, che si è svolta dal 10 al 14 maggio 2022.

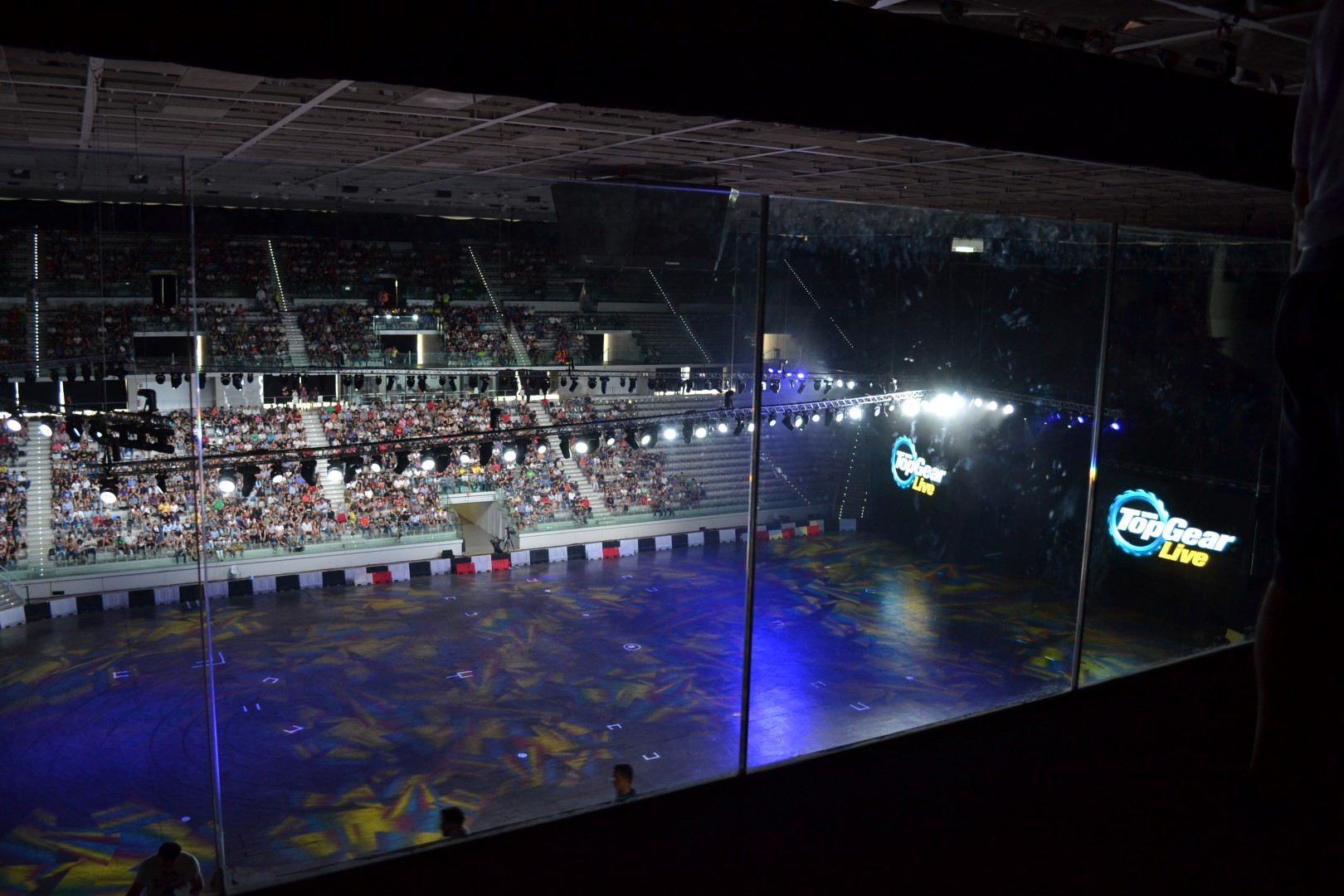
Il PalaOlimpico allestito per Top Gear Live nel luglio del 2014.

## Manifestazioni sportive
Saltuariamente la struttura ospita eventi sportivi tra i quali il wrestling della WWE nel 2007, nel 2011, nel 2014 e nel 2018, lo spettacolo automobilistico Top Gear Live nel 2014, il Preolimpico 2016 della Nazionale di basket e Oktagon nel 2016 e nel 2017.
Dal 26 al 30 settembre 2018 ha ospitato la fase finale del campionato mondiale maschile di pallavolo. Nel febbraio 2019 e 2023 si è tenuto il Trofeo Inalpi – Grand Prix di fioretto maschile e femminile, valevole per la Coppa del Mondo di scherma, con atleti provenienti da tutto il mondo.
Nel 2023, 2024 e 2025 l'Inalpi Arena ha ospitato le Final Eight di Coppa Italia di pallacanestro (vinta rispettivamente da Germani Brescia, Napoli Basket e Aquila Trento), facendo registrare il nuovo record di spettatori di sempre nella storia della competizione con 36.592 paganti, mentre il 20 maggio 2023 si è tenuta la finale della CEV Champions League 2023.
Il 22 maggio 2025, l'arena ospiterà la finale del primo split della Kings League Italia, competizione di calcio a 7 ideata da Gerard Piqué. Successivamente l'annuncio originale, è stato comunicato che sempre il medesimo giorno l'Inalpi Arena ospiterà anche le finali delle leghe spagnole e francesi dello stesso torneo.

### ATP Finals

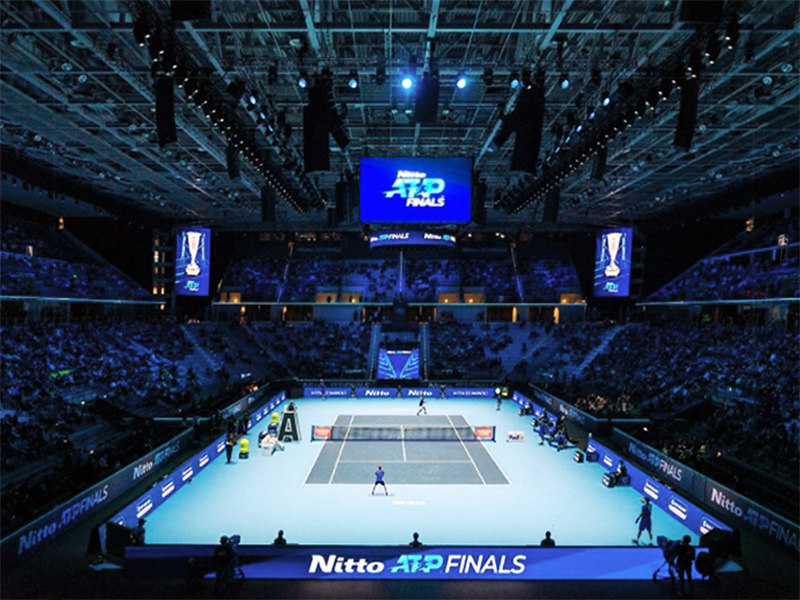
ATP Finals 2021

L'impianto è stato ammesso il 14 dicembre 2018 nella lista delle candidature per ospitare le ATP Finals nel lustro 2021-2025; il 24 aprile 2019 l'importante evento tennistico è stato ufficialmente assegnato a Torino, e nel 2024, dopo il grandissimo successo mediatico e di pubblico dell'edizione appena disputata, viene annunciato che il torneo torneo presenzierà all'Inalpi Arena anche per il 2026.
| Edizione | Vincitore del Singolare | Vincitori del Doppio                  | Pubblico |
| -------- | ----------------------- | ------------------------------------- | -------- |
| 2021     | Alexander Zverev        | Pierre-Hugues Herbert - Nicolas Mahut |          |
| 2022     | Novak Đoković           | Rajeev Ram - Joe Salisbury            | 156.000  |
| 2023     | Novak Đoković           | Rajeev Ram - Joe Salisbury            | 174.000  |
| 2024     | Jannik Sinner           | Kevin Krawietz - Tim Pütz             | 183.000  |

### Finali di Coppa Davis
Il 12 aprile 2021 l'ITF ha reso nota la designazione del Palasport Olimpico a sede di due gironi (compreso quello a cui parteciperà la squadra italiana) e di un quarto di finale delle Davis Cup Finals 2021.

### Kings League
Il 14 aprile 2025 viene annunciato che, con il patrocinio del comune di Torino, l'Inalpi Arena avrebbe ospitato le finali di tre tornei di Kings League, ovvero della terza edizione del campionato spagnolo (Kings League Spain) e delle prime edizioni del campionato francese (Kings League France) e italiano (Kings League Lottomatica.sport Italy).